# Miho Imano
Miho Imano (jap. 今野美穂 Imano Miho; ur. 25 stycznia 1990) – japońska lekkoatletka, specjalizuje się w skoku o tyczce.
Medalistka mistrzostw kraju w różnych kategoriach wiekowych, w tym srebrna medalistka mistrzostw Japonii w kategorii seniorek (2011).

## Rekordy życiowe
- Skok o tyczce – 4,00 (2010 & 2011)